# Dekanat Northern Isles
Dekanat Northern Isles – jeden z 5 dekanatów rzymskokatolickiej diecezji Aberdeen w Szkocji.
Według stanu na październik 2016 w skład dekanatu wchodziły 2 parafie rzymskokatolickie.

## Lista parafii
Źródło:
| Lp. | Miejscowość | Parafia                                                 | Grafika | Kościół                                                           | Adres                             |
| --- | ----------- | ------------------------------------------------------- | ------- | ----------------------------------------------------------------- | --------------------------------- |
| 1   | Kirkwall    | Parafia Najświętszej Maryi Panny i św. Józefa           |         | Kościół Najświętszej Maryi Panny i św. Józefa w Kirkwall          | 31 Main Street Kirkwall KW15 1BU  |
| 2   | Lerwick     | Parafia św. Małgorzaty i Najświętszego Serca Jezusowego |         | Kościół św. Małgorzaty i Najświętszego Serca Jezusowego w Lerwick | 87 St Olaf Street Lerwick ZE1 0ES |